# Каллен, Роберт
Ро́берт Ка́ллен (яп. カレン ロバート Карэн Роба:то, 7 июня 1985, Цутиура, Ибараки) — японский футболист, нападающий.

## Клубная карьера
Тренировался в школе клуба «Касива Рейсол», после чего поступил в муниципальную старшую среднюю школу в Фунабаси. После её окончания в 2004 году подписал контракт с клубом «Джубило Ивата».
Дебютировал в Джей-лиге 5 мая 2004 года. Поначалу играл лишь в матчах Кубка лиги, изредка выходя на замену в чемпионате, но постепенно набрался опыта, играя вместе с такими именитыми футболистами как Масаси «Гон» Накаяма и Тосия Фудзита. В 2005 году провёл яркий сезон, забив 13 голов в 31 матче, за что был признан лучшим новичком Джей-лиги.
Из-за травм и невыразительной игры постепенно потерял место в составе и стал редко появляться на поле. После истечения контракта с клубом в июле 2010, перешёл в клуб второго дивизиона Джей-лиги «Роассо Кумамото».
14 января 2011 года подписал контракт с голландским клубом «ВВВ-Венло», в котором играет его соотечественник Мая Ёсида и начинал европейскую карьеру Кэйсукэ Хонда. Дебютировал за новый клуб 23 января 2011 года в матче 20 тура Эредивизи против ПСВ. Забил свой первый гол за команду 25 февраля 2011 года в матче 25 тура против «Эксельсиора», замкнув на 1-й минуте передачу Майкла Учебо и принеся «ВВВ» победу.

## Международная карьера
В 2005 году получил японское гражданство, что позволило ему выступить в составе сборной Японии на чемпионате мира среди молодёжных команд 2005 года.

## Личная жизнь
Каллен родился в семье североирландца и японки, поэтому имел возможность выбора между британским и японским гражданством.